# Łukasz Kubot
Łukasz Kubot (n.  16 mai 1982) este un jucător polonez profesionist de tenis, care este fost numărul 1 mondial la dublu.
Este de două ori campion de Grand Slam la dublu, după ce a câștigat Australian Open 2014 cu Robert Lindstedt, precum și Campionatul de la Wimbledon 2017 cu Marcelo Melo. Kubot a câștigat 27 de titluri la dublu în ATP Tour, inclusiv 4 la nivel de Masters 1000, toate alături de Melo. Kubot și Melo au fost finaliști la US Open 2018 și la finala ATP 2017. La 8 ianuarie 2018, a devenit numărul 1 mondial la dublu, devenind primul jucător polonez care a făcut acest lucru.
Kubot a avut succes, de asemenea, la simplu, cea mai înaltă poziție în clasamentul ATP fiind locul 41 mondial în aprilie 2010 și ajungând în sferturile de finală ale Campionatului de la Wimbledon din 2013. De asemenea, a ajuns în finala a două evenimente ATP: Openul Serbiei din 2009 și Openul Braziliei din 2010. Kubot a reprezentat Polonia în Cupa Davis și la Jocurile Olimpice din 2012 și 2016. În 2013 a fost distins cu Crucea de aur de Merit de către președintele polonez Bronisław Komorowski.